# Neudörfel (Glashütte)
Neudörfel ist ein Ortsteil der sächsischen Stadt Glashütte im Landkreis Sächsische Schweiz-Osterzgebirge.

## Geografie
Neudörfel liegt etwa drei Kilometer nordöstlich von Glashütte im Osterzgebirge. Der Ort liegt auf einem Berg oberhalb des Müglitztals.

### Nachbarorte
| Cunnersdorf | Schlottwitz                                 | Seitenhain   |
| Luchau      | Kompassrose, die auf Nachbargemeinden zeigt | Berthelsdorf |
| Rückenhain  |                                             | Döbra        |

## Geschichte
Die Streusiedlung auf Waldhufenflur Neudörfel war 1696 zum Amt Pirna gehörig und war ein Ortsteil von Dittersdorf. Die Grundherrschaft übte das Rittergut Lauenstein aus. Im Jahr 1834 betrug die Fläche der Gemarkung 137 Hektar. Von 1856 bis 1875 gehörte Neudörfel dem Gerichtsamt Lauenstein an, danach der Amtshauptmannschaft Dippoldiswalde. Der Ort war nach Dittersdorf gepfarrt. 1952 wurde Neudörfel Teil des Kreises Dippoldiswalde, der 1994 in den Weißeritzkreis überging. Die Eingemeindung Dittersdorfs und seiner Ortsteile Rückenhain, Börnchen und Neudörfel erfolgte 1996. Neudörfel wurde im August 2008 Teil des aus Landkreis Sächsische Schweiz und Weißeritzkreis gebildeten Landkreises Sächsische Schweiz-Osterzgebirge.

### Entwicklung der Einwohnerzahl
| Jahr | Einwohnerzahl    |
| ---- | ---------------- |
| 1551 | 7 besessene Mann |
| 1764 | 8 besessene Mann |
| 1834 | 59               |
| 1871 | 64               |
| 1890 | 77               |